# BSG Motor Mikrosa Leipzig
Die BSG Motor Mikrosa Leipzig ist eine ehemalige Betriebssportgemeinschaft aus dem Leipziger Stadtteil Sellerhausen.

## Geschichte
Der Verein entstand 1945 als Sportgemeinschaft SG Leipzig-Ost. Vorläufervereine waren der 1906 gegründete SV Tapfer 06 Leipzig und der 1958 gegründete ATV Volkmarsdorf, der später in der Turn- und Sportvereinigung Leipzig-Ost aufgegangen ist. Nach Einführung des Systems der Betriebssportgemeinschaften wurde 1950 die SG Leipzig-Ost in die BSG Mechanik Leipzig umfunktioniert. 1951 wurde der Name in BSG Stahl Ost Leipzig geändert, der im Juni 1952 erneut in BSG Motor Mihoma Leipzig umbenannt wurde. Mihoma bezog sich auf den Trägerbetrieb, den Maschinenbaubetrieb VEB Mihoma. Als 1971 die Mihoma dem VEB Mikrosa angegliedert wurde, wurde aus der BSG Motor Mihoma die BSG Motor Mikrosa. Diese existierte schließlich bis 1990.
Nach dem Zusammenbruch des Systems der Betriebssportgemeinschaften 1990 spaltete sich die BSG Motor Mikrosa Leipzig analog der Gegebenheiten vor 1945 auf. Die Fußballabteilung gründete den FSV Tapfer 1990 Leipzig, der 2006 wieder seinen alten Namen SV Tapfer 06 Leipzig annahm. Die ehemaligen Mitglieder der Mikrosa-Sektionen Volleyball, Tischtennis und Turnen gründeten am 25. September 1990 den Allgemeinen Turnverein Volkmarsdorf 90 (ATV Volkmarsdorf) neu.

## Fußball
Vor dem Zweiten Weltkrieg spielte der SV Tapfer Leipzig 1923/24 in der Gauliga Nordwestsachsen, eine von damals zahlreichen obersten Spielklassen des Verbandes Mitteldeutscher Ballspiel-Vereine. Nach Gleichschaltung und Verbot der Regionalverbände spielte der Verein unterklassig, zwischen 1939 und 1941 konnte die zweitklassige Fußball-Bezirksklasse Leipzig gehalten werden. Nach dem Zweiten Weltkrieg bewegten sich die oben genannten Sportgemeinschaften bis 1958 lediglich im Leipziger Kreisniveau. 1958 gelang der BSG Motor Mihoma der Aufstieg aus der 1. Kreisklasse in die fünftklassige Bezirksklasse Leipzig. Nach Abschluss der Saison 1960 (Kalenderjahrsaison) belegte die BSG unter dreizehn Mannschaften der Staffel 3 den zehnten Platz. Ab 1960 hieß die Leipziger Bezirksklasse 1. Kreisklasse, blieb aber 5. Liga im DDR-Ligensystem. Zur Saison 1962/63 wurde der Leipziger Fußball erneut umgestellt. Es wurde wieder die Bezirksklasse eingeführt, und für Mihoma bedeutete dies die Rückstufung in die 1. Kreisklasse, die jedoch nach Wegfall der II. DDR-Liga 5. Liga wurde. Danach gelang der BSG kein Aufstieg mehr. 1990 gewann Motor Mikrosa den Kreispokal Leipzig-Stadt.

## Handball
Die Männer der SG Leipzig Ost standen 1950 in der Endrunde der DDR-Handballmeisterschaft in der Halle. Dort stießen sie bis zur Hauptrunde vor. In der Entscheidung um die Teilnahme am Halbfinale unterlagen sie in einem 10-Minuten-Match aber dem SC Weißensee mit 0:2. In der Feldmeisterschaft waren die BSG Mannschaften von 1950 bis 1954 beteiligt. In der erstmals in Ligaform ausgetragenen Meisterschaft wurde Stahl Ost in ihrer Staffel unter neun Mannschaften Sechster. In der eingleisiger Oberliga wurde die BSG Motor Mihoma zwölf Teams nur Elfter und musste in die zweitklassige DDR-Liga absteigen. Dort hielt sie sich bis 1954, als die Feldhandballer erneut abstiegen. Danach kehrten sie nicht mehr in den DDR-weiten Handballbetrieb  zurück.

## Radsport
Zu Beginn der 1950er Jahre verfügten die BSG Mechanik und die BSG Stahl Ost über erfolgreiche Radsportler. Unter ihnen war der Straßenrennfahrer Lothar Meister I, der als Mitglied der SG Leipzig Ost das Straßenrennen Rund um Leipzig gewann. Als er später für den SC Wismut Karl-Marx-Stadt fuhr, nahm er fünfmal an der Internationale Friedensfahrt teil. Der Bahnfahrer Horst Pötsch begann seine Laufbahn bei der SG Leipzig Ost. Als Jugendlicher gewann er 1949 bei den sächsischen Bahnmeisterschaften vier Titel. Nachdem er sich für die BSG Mechanik an zahlreichen Bahnwettbewerben beteiligt hatte, wechselte er schon 1950 zur BSG Stern Südost Leipzig, wo er DDR-Meister im Sprint wurde  Ab 1951 wechselte er zur BSG Rotation Leipzig.